# Antonio Casertano
Antonio Casertano (Capua, 20 dicembre 1863 – Napoli, 13 dicembre 1939) è stato un politico italiano.
Deputato dal 1919 al 1929, fu Sottosegretario di Stato all'interno dal febbraio all'agosto 1922. Presidente della Camera dei deputati del Regno d'Italia dal gennaio 1925 al gennaio 1929, quindi fu Senatore del Regno fino alla morte.

## Biografia
Compiuti gli studi classici nella città natale, e a Maddaloni, si iscrive alla facoltà di giurisprudenza dell'università di Napoli, dove si laurea nel 1884.
Intraprende la carriera forense, tuttavia non abbandona lo studio del diritto amministrativo, dedicandosi in particolare ai problemi connessi alla materia elettorale. Ben presto acquisisce in questo campo grande competenza, della quale rendono testimonianza numerose pubblicazioni comparse negli anni tra la fine del secolo e la vigilia della prima guerra mondiale. Fu consigliere provinciale di Capua, di cui fu anche sindaco, mostrando attenzione alla difficile realtà sociopolitica del territorio e caratterizzando la propria attività politica in senso liberal-democratico. Il 26 luglio 1911 fu iniziato in Massoneria nella Loggia Losanna di Napoli.
Allo scoppio della guerra è schierato nel campo interventista, tuttavia si tiene lontano dagli eccessi nazionalistici, interpretando l'intervento dell'Italia in guerra come compimento definitivo del lungo processo risorgimentale. Entrambi i figli di Casertano, Massimo e Renato, partecipano al conflitto: Renato viene ferito, mentre il 27 maggio 1917 Massimo, tenente dei bersaglieri, cade sul Monte Santo di Gorizia.
All'indomani della conclusione della guerra Casertano passa dalla scena politica locale a quella nazionale. Candidato nelle liste della Democrazia sociale nel novembre del 1919 per il collegio di Terra di lavoro ed eletto deputato, si iscrive al gruppo radicale. 
Alla Camera, nel 1920, è relatore della riforma elettorale amministrativa.
Rieletto deputato nel 1921, l'anno seguente presenta un progetto di legge diretto a trasformare il Senato vitalizio di nomina regia in un'assemblea parlamentare elettiva composta da 300 membri, 250 dei quali eletti a base regionale e 50 di nomina parlamentare. Il progetto decade.
In quella XXI legislatura Casertano è presidente della Commissione di inchiesta sulle terre liberate, membro della Commissione incaricata di esaminare la concessione del voto amministrativo alle donne, commissario di vigilanza sulla Cassa depositi e prestiti e membro, tra l'altro, delle Commissioni per la riforma giudiziaria.
Caduto il primo governo Bonomi per il voto favorevole a un emendamento fortemente critico dell'Esecutivo proposto dallo stesso Casertano all'ordine del giorno presentato dal socialriformista Celli, è nominato Sottosegretario agli interni nel I Ministero Facta (26 febbraio 1922-1º agosto 1922).
Rimane in carica fino alla caduta del governo, ma viene escluso dal II Ministero Facta per la dichiarata simpatia nei confronti di Benito Mussolini, ciò che determina il veto di popolari e socialisti ad una sua riconferma.
Dopo la marcia su Roma, ha frequenti contatti con il Governo Mussolini e, in qualità di presidente della Commissione interni della Camera, studia una nuova riforma elettorale che limiti il peso del proporzionalismo grazie alla reintroduzione del principio maggioritario. In questo quadro Casertano assicura a Mussolini il proprio appoggio al progetto di legge Acerbo, che approda in Aula il 9 giugno 1923. Nella commissione nominata per esaminare il progetto, presieduta da Giovanni Giolitti, egli si batte con successo per mantenere inalterate le linee guida della riforma; quindi, in Aula, si adopera per favorirne l'approvazione. Nel frattempo cerca di organizzare una larga coalizione di deputati meridionali favorevoli al Governo Mussolini.
Riconfermato nel 1924 alla Camera nella Lista Nazionale, assume la presidenza della Giunta delle elezioni e in questa veste propone la convalida della quasi totalità dei risultati, nonostante le proteste dell'amendoliano Enrico Presutti e di Giacomo Matteotti. Il 30 maggio 1924, al termine del discorso col quale Matteotti denuncia brogli e violenze e propone di invalidare le elezioni, Casertano chiede alla Camera di respingere la proposta del deputato socialista.
Il 13 gennaio 1925 è eletto Presidente della Camera dei deputati in sostituzione di Alfredo Rocco, chiamato a far parte del Governo. Ormai integralmente fascista e deciso fautore del corporativismo, nel novembre 1926 ratifica la decadenza dalla Camera dei 126 deputati aventiniani.
Promuove il restauro dell'Aula di Montecitorio e cura la redazione del nuovo Regolamento della Camera, caratterizzato dall'introduzione del divieto dell'ostruzionismo parlamentare, dalla riduzione del tempo concesso ai dibattiti, dalla preminenza del potere esecutivo.
Cessa dalla carica il 21 gennaio 1929, quando viene nominato senatore del Regno. Lontano ormai dalla scena politica attiva, muore a Napoli il 13 dicembre 1939.